# AAI RQ-2 Pioneer
El AAI RQ-2 Pioneer es un vehículo aéreo no tripulado (UAV) que ha sido usado por la Armada, el Cuerpo de Marines y el Ejército de los Estados Unidos, y ha sido desplegado en el mar y en tierra desde 1986 hasta 2007. Probado inicialmente a bordo del USS Iowa, el RQ-2 Pioneer fue instalado a bordo de los acorazados de la Clase Iowa para proporcionar observación de artillería, evolucionando sus misiones hacia el reconocimiento y la vigilancia, principalmente para fuerzas anfibias.
La R es la designación del Departamento de Defensa para Reconocimiento; la Q significa sistema de avión no tripulado. El 2 se refiere a que es el segundo de una serie de sistemas de aviones de reconocimiento no tripulados específicamente construidos.

## Diseño y desarrollo

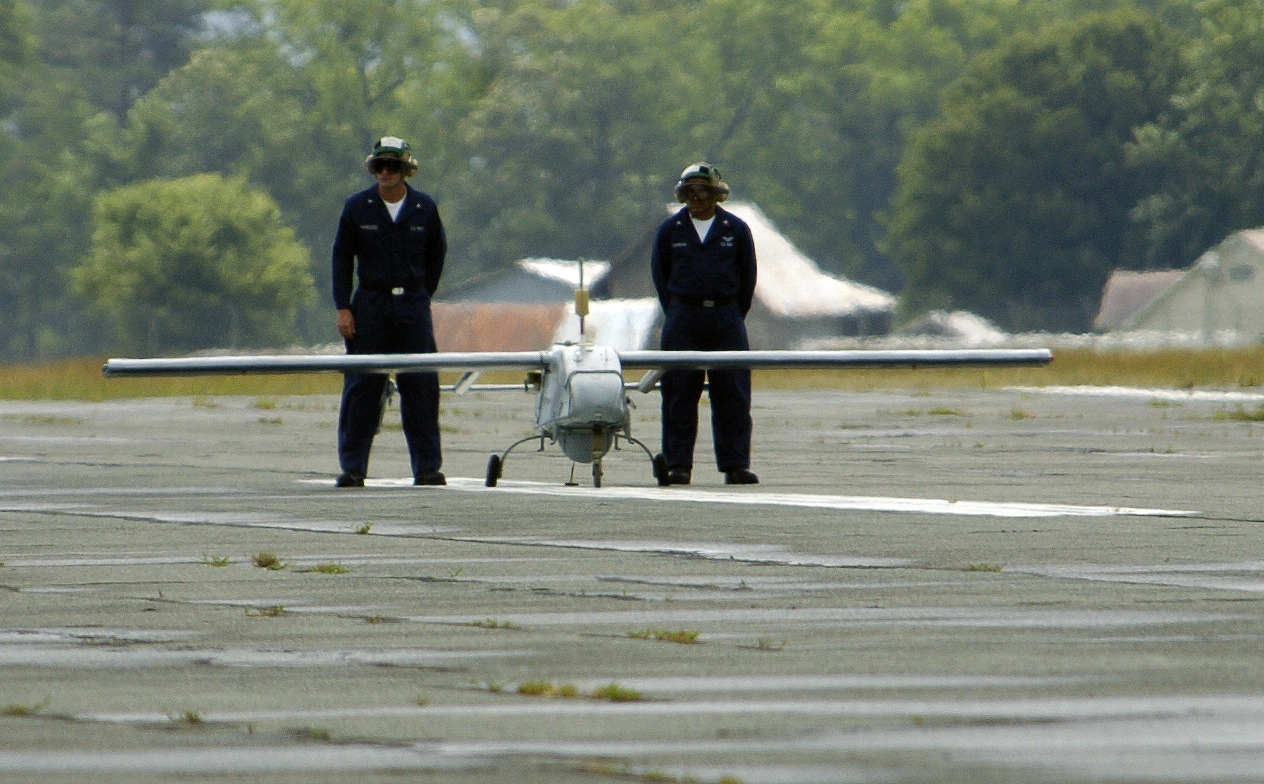
Un RQ-2B en la pista.

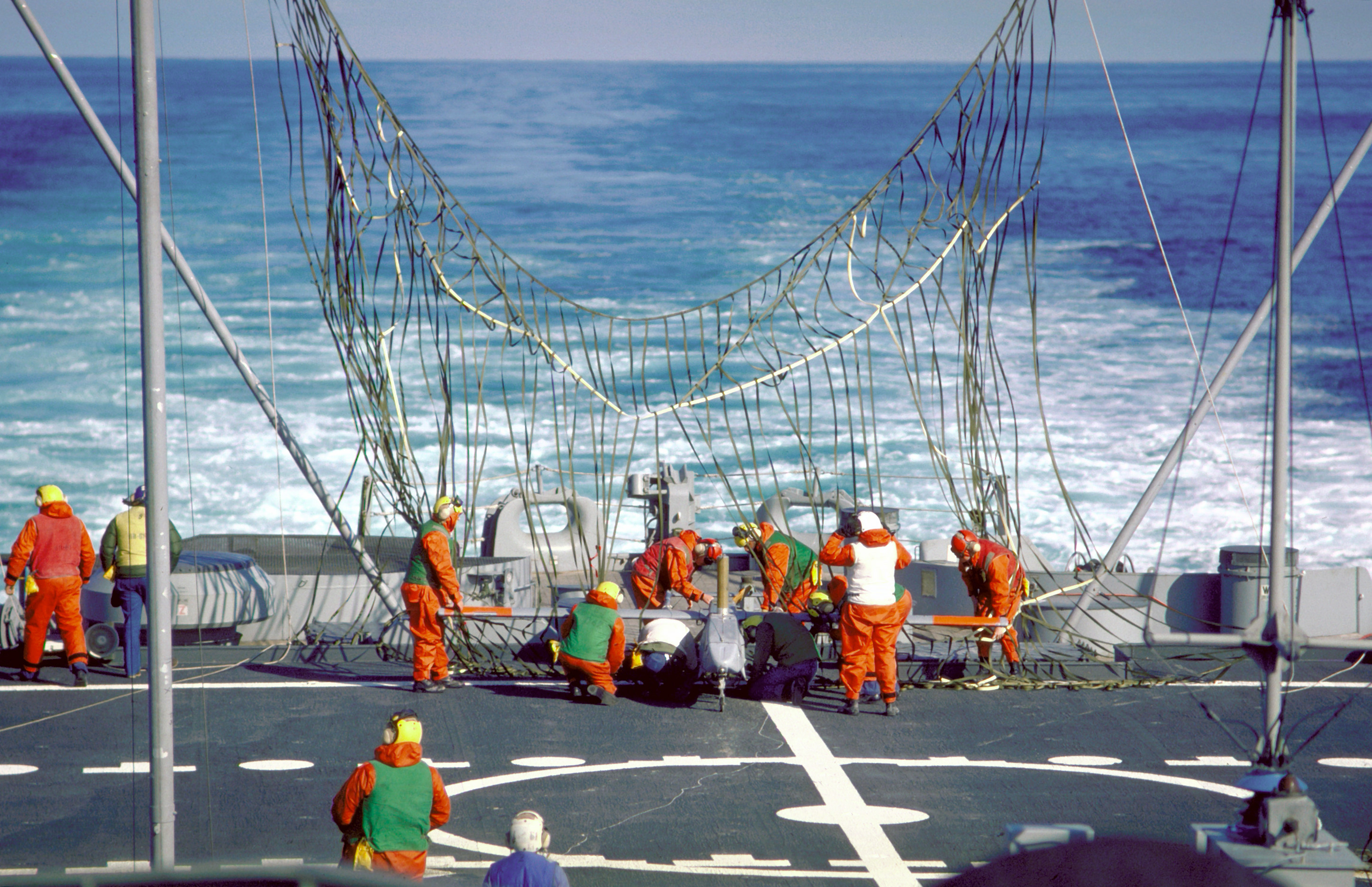
Tripulantes recogen un RQ-2 Pioneer a bordo del USS Iowa.

Fue desarrollado conjuntamente por AAI Corporation e Israel Aircraft Industries. El programa surgió de las exitosas pruebas y operación de campo del UAV Tadiran Mastiff realizadas por militares estadounidenses e israelíes.
Esencialmente, el Pioneer es un IAI Scout agrandado que fue remotorizado para acomodar una carga mayor, por solicitud de la Armada estadounidense. Para conseguirlo, el motor de dos tiempos bicilíndrico original Limbach fue reemplazado por el dos tiempos bicilíndrico Fichtel & Sachs. El motor Limbach usaba una hélice de 71 cm de Propeller Engineering and Duplicating, Inc., de San Clemente (California). El más nuevo y más potente motor Fichtel & Sachs fue equipado con una hélice de 74 cm (que gira en dirección opuesta) de la Sensenich Propeller Manufacturing Company de Lancaster (Pensilvania).

### Operación
Lanzado mediante asistencia de cohete (cuando está embarcado), catapulta, o desde una pista, el Pioneer se recupera con una red (cuando está embarcado) o con un dispositivo de detención, después de volar hasta 5 horas con una carga de 34 kg. Vuela  misiones diurnas o nocturnas con un sensor EO/IR de cardan, transmitiendo imágenes de vídeo analógicas en tiempo real a través de un enlace de datos de línea de visión (LOS) en la Banda C.

## Historia operacional
Desde 1991, el Pioneer ha volado misiones de reconocimiento durante los conflictos de la guerra del Golfo, Somalia (UNOSOM II), Bosnia, Kosovo e Irak. En 2005, la Armada operaba dos sistemas Pioneer (uno para entrenamiento) y los Marines operaban dos más, cada uno con cinco o más aviones. También es operado por Israel y la Fuerza Aérea de la República de Singapur. En 2007, el Pioneer fue retirado de la Armada estadounidense y fue reemplazado por el UAV Shadow.
Internacionalmente, los drones Pioneer quizás se recuerden por su papel en la guerra del Golfo de 1991, cuando un Pioneer lanzado desde el acorazado USS Wisconsin (BB-64), de la Clase Iowa, observó tropas iraquíes en la isla de Failaka rindiéndose poco después del ataque del USS Missouri a sus trincheras. Cuando la Armada ofreció transferir un Pioneer al Instituto Smithsoniano, los conservadores del Museo Nacional del Aire y del Espacio solicitaron específicamente el UAV al que las tropas iraquíes se rindieron durante la Guerra del Golfo.
En la guerra del Golfo de 1991, el Ejército estadounidense operó una sección UAV desde Fort Huachuca, Arizona. La sección UAV realizó misiones de vuelo de vigilancia y adquisición de blancos desde KKMC (King Khalid Military City) y más tarde, la unidad se movió al norte (Operación Sand Hawk), donde los zapadores del Ejército estadounidense construyeron una pista metálica para lanzar y recuperar el avión.

## Operadores
Estados Unidos
- Armada de los Estados Unidos[4][5]
- Cuerpo de Marines de los Estados Unidos
- Ejército de los Estados Unidos[6]

 Sri Lanka
- Fuerza Aérea de Sri Lanka
- Armada de Sri Lanka

## Especificaciones

### Características generales
- Tripulación: 0
- Longitud: 4,3 m (14,1 ft)
- Envergadura: 5,2 m (16,9 ft)
- Altura: 1 m (3,3 ft)
- Perfil alar: NACA 4415[7]
- Peso cargado: 205 kg (451,8 lb)
- Planta motriz: 1× motor bóxer de 2 tiempos y 2 cilindros refrigerado por aire ZF Sachs.
  - Potencia: 19 kW (26 HP; 26 CV) o un motor rotatorio UEL AR-741 de 28,3 kW (38,0 hp)
- Capacidad de combustible: 44 a 47 l

### Rendimiento
- Alcance: 185 km (100 nmi; 115 mi)
- Techo de vuelo: 4600 m (15 092 ft)

### Aviónica
- Dual Sensor (12DS/POP-200/POP-300)

## Aeronaves relacionadas

### Desarrollos relacionados
- AAI RQ-7 Shadow

### Aeronaves similares
- Boeing Insitu ScanEagle

### Secuencias de designación
- Secuencia _Q-_ (Vehículos aéreos no tripulados estadounidenses, 1962-presente): Q-1/C - Q-2 - Q-3 - Q-4/C - Q-5 →